# Papa Callisto III
Callisto III, nato Alfons de Borja y Cabanilles, in latino Callistus III (Torre de Canals, 31 dicembre 1378 – Roma, 6 agosto 1458), è stato il 209º papa della Chiesa cattolica dal 1455 alla morte.

## Formazione e carriera ecclesiastica
Alfonso de Borgia nacque il 31 dicembre 1378 a Torre de Canals, in Spagna, in una delle più importanti famiglie di Játiva. Precisamente era figlio primogenito di Domingo de Borgia, piccolo proprietario terriero e gentiluomo di campagna e di Francina Llançol. Alfonso aveva quattro sorelle: Isabella, Giovanna, Catalina e Francesca. Venne battezzato nella chiesa collegiata di Santa Maria a Torre del Canals.
Inizialmente, egli studiò grammatica, logica e arti alla scuola di Valencia e poi dal 1392 studiò all'Università di Lleida ottenendo il dottorato in utroque iure. All'inizio della sua carriera fu professore di diritto a Lleida e quindi come diplomatico al servizio dei re di Aragona, in particolare durante il concilio di Basilea. Nel 1408 l'antipapa Benedetto XIII lo nominò assessore e ufficiale della diocesi di Lleida nonché, dal 1411, canonico del capitolo della cattedrale diocesana.

### Al servizio di Alfonso d'Aragona

#### La rapida ascesa (1416-1429)
Eletto delegato alla diocesi di Lleida al Concilio di Costanza nel 1416, non prese parte all'assemblea dal momento che poco dopo re Alfonso V d'Aragona ascese al trono, e si oppose alla celebrazione del concilio; per questo motivo l'allora canonico Borgia si recò a Barcellona per rappresentare la propria diocesi al sinodo della chiesa d'Aragona.
Nel 1418 venne incaricato, con il permesso del cardinale Alamanno Adimari, arcivescovo di Pisa, il quale fungeva da inviato di papa Martino V, di ottenere il sostegno di re Alfonso V. Il Borgia si occupò strenuamente di ristabilire l'unità della chiesa e la propria influenza sul monarca aragonese, comprendendo che questa era una delle parti decisive per la conclusione di un accordo tra il re e il nuovo papa. Come ricompensa ricevette anche il canonicato del capitolo della cattedrale di Barcellona. Nel 1418 venne nominato rettore della chiesa di San Nicola a Valencia. Dal 1420 al 1423 fu in Italia e dal 13 maggio di quell'ultimo anno fu a Los Alfaques e poi nel dicembre a Barcellona. Dal 1420 al 1423 fu anche vice-cancelliere dell'Università di Lleida, dando poi le dimissioni dai suoi incarichi per dedicare tutte le sue energie al servizio diplomatico del re spagnolo.

#### L'episcopato di Valencia (1429-1442)

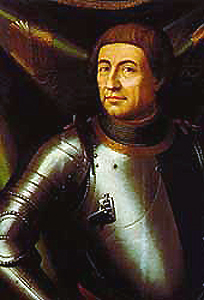
Alfonso V d'Aragona, presso il quale Alfonso de Borgia prestò servizio per vent'anni.

Incaricato da parte del Re e di Martino V di ottenere le dimissioni pacifiche di Clemente VIII, Alfonso Borgia si recò nel 1429 nel suo castello di Peñíscola, ove riuscì a convincere l'antipapa. Come ricompensa, Alfonso Borgia ottenne di essere elevato al pieno episcopato e venne eletto vescovo di Valencia il 20 agosto 1429, mantenendo l'incarico sino alla propria morte (anche dopo la sua elevazione a pontefice). Consacrato il 31 agosto 1429 per mano del cardinale Pietro di Foix, autorizzò Pedro Lloréns a prendere possesso della sede in suo nome. Nel 1432, il re lo chiamò dall'Italia per riprendere il suo incarico di consigliere reale e addirittura aveva meditato di inviarlo al Concilio di Basilea, che stava svolgendosi in quello stesso anno, ma per differenti ragioni il Concilio si svolse senza la partecipazione del Borgia, il quale si trovava invece a Tarazona, nell'intento di concludere alcuni negoziati con la Castiglia, per poi spostarsi in Navarra. Nel 1436, ottenne la tutela del figlio illegittimo di re Alfonso, Ferrante, e nel 1439 guidò la delegazione aragonese al Concilio di Firenze, stabilendo i primi contatti con la corte pontificia grazie alla personale amicizia che lo legò ai cardinali Bessarione e Giuliano Cesarini.

#### A Napoli al servizio di re Alfonso (1442-1444)
Quando nel 1442 re Alfonso V diede inizio alla dinastia degli Aragona a Napoli, il Borgia venne incaricato di riorganizzare il sistema giudiziario del regno. Fu anche il presidente del Consiglio Regio dal 1442 al 1444. Nel 1443, il papa, signore feudale del Regno di Napoli, riconobbe ad Alfonso il diritto di regnare, riconoscendo così il Regno Utriusque Siciliae ("Regno delle Due Sicilie"). In precedenza il Borgia si era opposto strenuamente al progetto di re Alfonso di sostenere il Concilio di Basilea, Ferrara e Firenze di modo da forzare papa Eugenio IV a riconoscere le sue pretese sul trono di Napoli. Fu lo stesso Borgia a negoziare, in rappresentanza di Alfonso V, l'accordo finale tra il re d'Aragona e il papa che culminò nel Trattato di Terracina (giugno 1443) firmato dal cardinale Trevisan e ratificato dal papa il 15 luglio successivo.

### Il cardinalato (1444) e la vita austera
Alfonso Borgia divenne cardinale dopo aver favorito la riconciliazione di papa Eugenio IV con il re Alfonso V di Aragona. Fu creato cardinale presbitero nel concistoro del 2 maggio 1444 e fece il proprio ingresso formale a Roma il 12 luglio di quello stesso anno, ricevendo contestualmente il titolo cardinalizio dei Santi Quattro Coronati. Prese residenza stabile a Roma, in un palazzo presso il Colosseo, preferendo abbandonare i propri incarichi presso la corte aragonese per dedicarsi al servizio della Chiesa, conducendo vita austera e morigerata. Il 10 aprile 1446 si iscrisse nella Fratellanza dello Spirito Santo a Roma e venne introdotto alla curia romana dal 21 febbraio 1447. Prese parte al conclave del 1447 che elesse papa Niccolò V, di cui seguì il concistoro del 27 ottobre 1451.

## Il pontificato (1455-1458)

Stemma pontificale di Callisto III.

Il Borgia venne prescelto quale pontefice nel conclave del 1455 a ben 76 anni, età davvero molto avanzata per l'epoca, come candidato di compromesso. Dal momento che il cardinale favorito, Bessarione, era greco e che l'altro candidato era legato ai Colonna, fu scelto Alfonso Borgia, il quale fu incoronato il 20 aprile 1455 sui gradini dell'antica basilica di San Pietro in Vaticano per mano del cardinale Prospero Colonna, protodiacono di  San Giorgio in Velabro.

### Governo della Chiesa

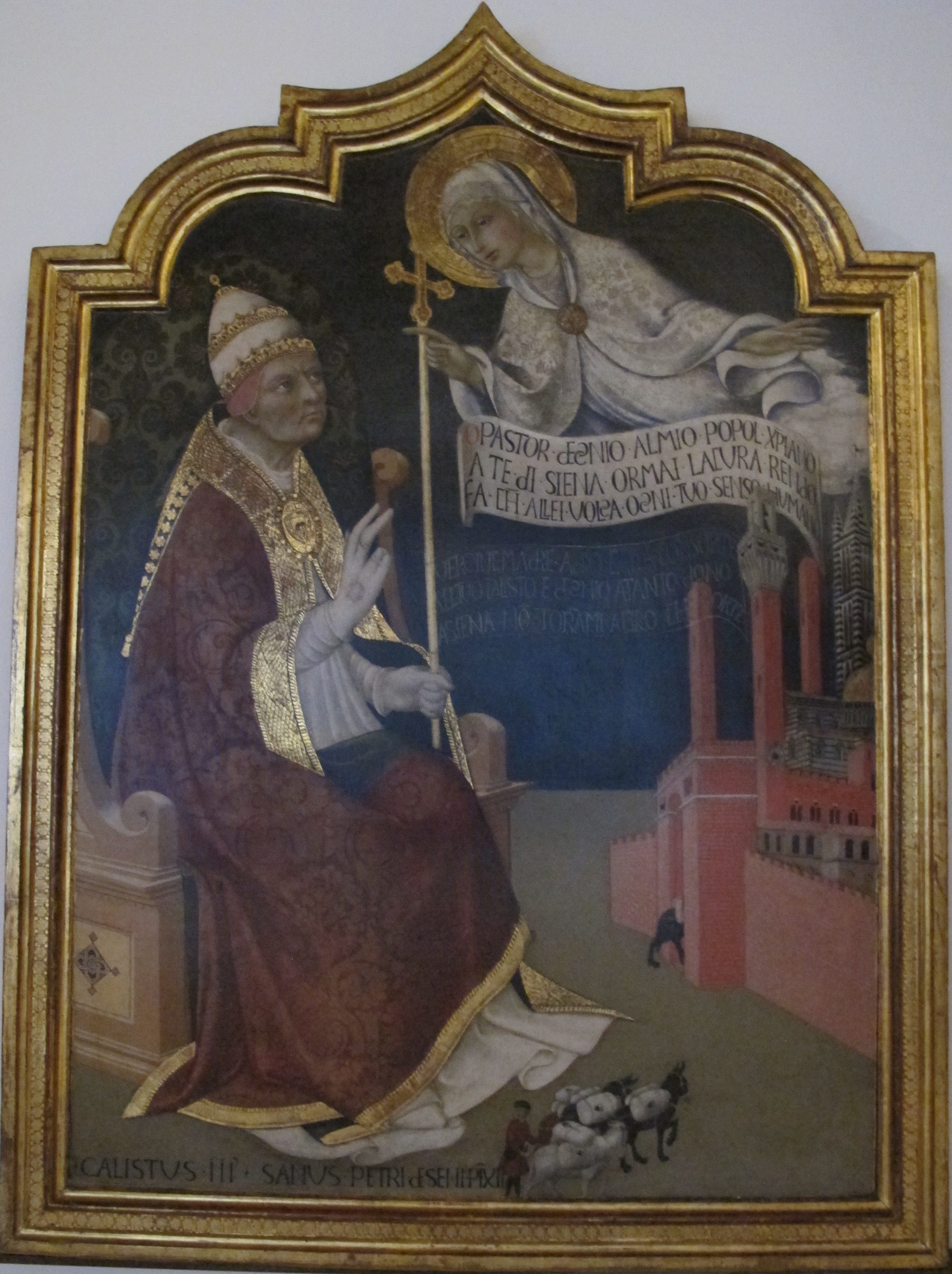
Sano di Pietro, La Vergine raccomanda Siena a Callisto III (1455), Pinacoteca Nazionale di Siena.

Benché quasi ottuagenario e acciaccato, Callisto III si diede anima e corpo all'organizzazione della crociata contro i Turchi che avevano preso Costantinopoli nel 1453, ma nonostante i suoi sforzi (organizzò con i fondi della Chiesa una flotta di sedici galere) i principi cristiani non si mostrarono disposti a raccogliere la sua chiamata. L'unica soddisfazione gli giunse quando il reggente ungherese Giovanni Hunyadi e il frate francescano San Giovanni da Capestrano batterono i Turchi di Maometto II a Belgrado nel luglio del 1456. Come ringraziamento, papa Callisto inserì la Festa della Trasfigurazione nel calendario liturgico romano con la bolla Cum his superioribus annis, nel 1457.
Il pontificato di Callisto vide l'ascesa sociale ed ecclesiastica di molti suoi connazionali, in special modo dei suoi due nipoti Luis Juan de Milá, già vescovo di Segorbe, e di Rodrigo Borgia, all'epoca solo venticinquenne. Un terzo nipote, Pedro Luis, rimase allo stato laicale ma fu nominato governatore di Castel Sant'Angelo, capitano generale della Chiesa, duca di Spoleto, governatore di Terni, Narni, Todi, Rieti, Orvieto, della provincia del Patrimonio, e prefetto di Roma. Secondo alcuni storici, l'opera di papa Callisto quanto alle nomine alle cariche dello Stato Pontificio, furono deleterie per il benessere stesso della Chiesa, tanté che alla sua morte i romani, indignati di tali favoreggiamenti e istigati dagli Orsini (osteggiati da Callisto, alleato dei Colonna), diedero alle fiamme le case degli odiati catalani. Le conseguenze nefaste si fecero sentire a lunga durata: Rodrigo Borgia dominò la Curia in qualità di vice-cancelliere fin dal pontificato dello zio in poi, favorendo la corruzione e il malcostume.
Callisto ebbe il merito, nel 1456, di indire un nuovo processo su Giovanna d'Arco (1412-1431), al termine del quale, il 16 giugno, fu dichiarata nulla la sua condanna.

### Contrasto all'espansionismo ottomano
Nel 1453 gli Ottomani avevano conquistato Costantinopoli, ponendo fine all'Impero romano d'Oriente. Appena due anni dopo il sultano Mehmed II pianificò l'invasione dell'Ungheria. Risalendo i Balcani, la prima città del territorio ungherese era Nándorfehérvár sul Danubio (l'attuale Belgrado, capitale della Serbia. Gli ottomani la posero sotto assedio (1456). Il pontefice ordinò la costruzione di una campana di mezzogiorno per invitare alla preghiera i fedeli cristiani. La città, difesa dall'ungherese Giovanni Hunyadi e dall'abruzzese Giovanni da Capestrano, riuscì a rompere l'assedio.

### Callisto III e la cultura

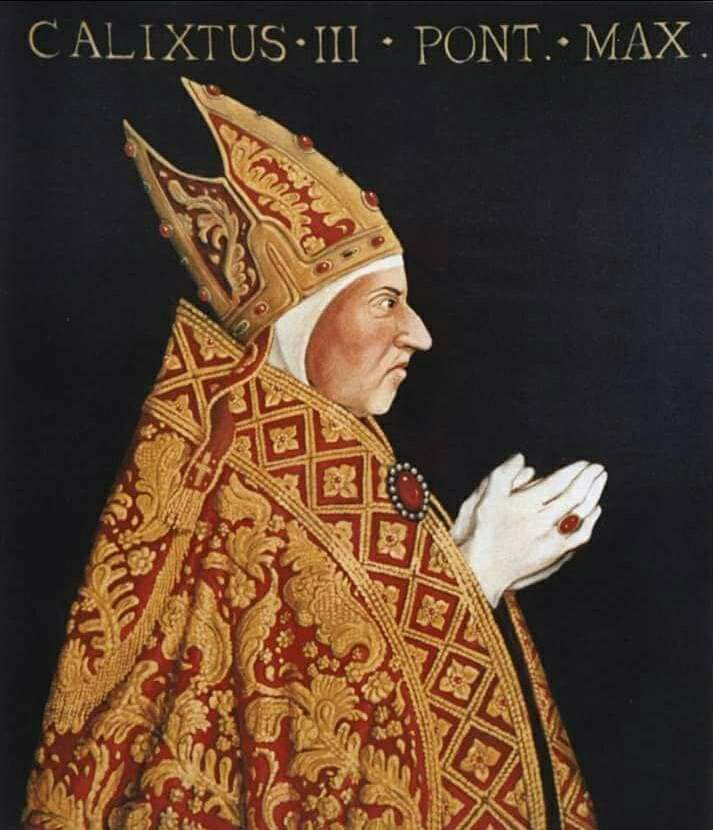
Giuseppe Tedeschi, Ritratto di Papa Callisto III (2002; olio su tela, 100x100 cm), Ambasciata di Spagna presso la Santa Sede

Caratteristica del tutto particolare per un papa del XV secolo fu il suo disinteresse nei confronti dell'umanesimo. Benché non ostile al movimento (come lo sarà Paolo II, per un certo verso), Callisto non aveva assorbito l'amore per l'antichità classica, dimostrando indifferenza nei confronti della Biblioteca apostolica vaticana. Addirittura, per finanziare la sua crociata, Callisto vendette rilegature d'argento di libri pregiati.

### Relazioni con i monarchi cristiani

#### Lo scontro con Ferrante d'Aragona
Quando Ferrante, figlio illegittimo di Alfonso che era stato riconosciuto come legittimo sovrano dai Papi precedenti: Eugenio e Niccolò successe al trono di Napoli, Papa Callisto III, mal disposto nei suoi confronti, anche se era stato suo insegnante per molti anni quando era al servizio del padre, con bolla del 12 luglio dichiarò vacante il trono di Napoli non riconoscendo la successione di Ferrante perché, a suo dire, egli non era figlio né legittimo, né naturale di Alfonso V d'Aragona, bensì figlio di un servitore moro. Costui desiderava infatti togliere il regno a Ferrante per darlo a Pier Luigi Borgia suo nipote, da lui già fatto Duca di Spoleto, ragion per cui fece affiggere manifesti in diversi luoghi del regno, dov'era riportato che il Regno di Napoli sarebbe stato devoluto alla Chiesa Romana e che il Papa avrebbe assolto tutti coloro che avevano giurato fedeltà a Ferrante, inoltre ordinava a tutto il clero, baroni, città e popoli del regno che, sotto pena di scomunica, non ubbidissero a Ferrante e non lo tenessero come sovrano, né gli giurassero più fedeltà.
Callisto, sempre implacabile e ostinato, rifiutò ogni mezzo di intercessione; tant'è che Ferrante deliberò di mandare degli ambasciatori al Papa in nome del regno. Questi ultimi trovarono nondimeno il papa infermo e quindi non vennero ammessi alla sua udienza.
L'avanzata età, i tanti dispiaceri sofferti e in più la malinconia per aver capito che re Giovanni non avrebbe conquistato il regno di Napoli portarono il pontefice alla morte, senza che avesse raggiunto il suo obiettivo.

### Morte e sepoltura
Callisto III morì a Roma il 6 agosto 1458 e venne sepolto in un sontuoso monumento commissionato da suo nipote, il cardinale Rodrigo Borgia, nella cappella di Santa Maria della Febbre, non lontano dalla basilica di San Pietro. Frammenti di questo originario monumento si trovano oggi nelle Grotte vaticane, in quanto durante la ricostruzione della basilica i suoi resti vennero trasferiti dal 1586 altrove sempre all'interno della chiesa, ove rimasero sino al 1605.
Successivamente, il 30 gennaio 1610 le sue spoglie, assieme a quelle proprio di suo nipote Rodrigo, frattanto passato alla storia come papa Alessandro VI, vennero trasferite alla chiesa di Chiesa di Santa Maria in Monserrato degli Spagnoli, chiesa degli aragonesi a Roma. Il 21 agosto 1889 i suoi resti vennero traslati in una tomba moderna, opera dello scultore spagnolo Felipe Moratilla, avente sulla parte frontale due medaglioni raffiguranti i due papi, nella cappella di San Diego d'Alcalá, nella chiesa di Santa Maria in Montserrato (oggi chiesa nazionale spagnola). Nel suo testamento lasciò 5.000 ducati per la fondazione di un ospedale nella casa in cui visse da cardinale.

## Concistori per la creazione di nuovi cardinali
Papa Callisto III durante il suo pontificato ha creato nove cardinali nel corso di due distinti concistori.

## Genealogia episcopale e successione apostolica
La genealogia episcopale è:
- Cardinale Pierre de Foix il Vecchio, O.F.M.
- Papa Callisto III

La successione apostolica è:
- Vescovo Gabriele Pontangeli (1455)
- Vescovo Jacopo Filippo Crivelli (1457)

## Rappresentazioni nella cultura di massa
Papa Callisto III è interpretato da Joseph Rutten nel film 2006 The Conclave.